# Dobrzany
Dobrzany é um município da Polônia, na voivodia da Pomerânia Ocidental e no condado de Stargard. Estende-se por uma área de 5,34 km², com 2 344 habitantes, segundo os censos de 2016, com uma densidade de 439,0 hab/km².